# María Bernarda Bütler
María Bernarda Bütler, O.S.F., rodným jménem Verena Bütler (28. května 1848, Auw – 19. května 1924, Cartagena) byla švýcarská římskokatolická řeholnice, působící v Ekvádoru a v Kolumbii, zakladatelka a členka kongregace Františkánských misijních sester Panny Marie Pomocnice křesťanů. Katolická církev ji uctívá jako světici.

## Život
Narodila se dne 28. května 1848 v obci Auw jako čtvrté z osmi dětí rodičům Henrymu a Catherině. Pokřtěna byla ještě v den svého narození. Její rodiče byli farmáři. Jedna z jejích sester se stala benediktinkou. Roku 1856 přijala svátost biřmování a dne 16. dubna 1860 přijala své první svaté přijímání.
Roku 1862 dokončila školu. Než se rozhodla pro řeholní život byla nějakou dobu zasnoubena. Nejprve se roku 1866 pokusila vstoupit do kongregace Sester Svatého Kříže z Menzingenu, ale po krátké době ji opustila, jelikož v ní nenalezla své povolání.
Dne 12. listopadu 1867 vstoupila na radu svého duchovního vůdce do kláštera řádu klarisek-kapucínek ve městě Altstätten. Dne 4. května 1868 přijala řádový hábit a řeholní jméno María Bernarda od Srdce Marie. Dne 4. října 1871 složila své doživotní řeholní sliby. V letech 1879–1880 sloužila jako novicmistrně a v letech 1880–1886 jako představená svého řeholního domu.
Na pozvání biskupa z Portovieja Pedra Schumachera odcestovala dne 19. června 1888 se šesti dalšími řeholnicemi na misie do Ekvádoru a 29. července téhož roku tam dorazila. Roku 1895 zde založila novou ženskou řeholní kongregaci Františkánských misijních sester Panny Marie Pomocnice křesťanů a spolu se svými společnicemi do ní přestoupila. Roku 1895 pak s nimi kvůli protináboženskému cítění v Ekvádoru odešla do Kolumbie. Zde se usídlila v Cartageně, kde její komunitu dne 2. srpna 1895 přijal biskup místní diecéze Eugenio Biffi.
Zemřela dne 28. května 1924 v Cartageně.

## Úcta
Její beatifikační proces započal dne 15. července 1974, čímž obdržela titul služebnice Boží. Dne 21. prosince 1991 ji papež sv. Jan Pavel II. podepsáním dekretu o jejích hrdinských ctnostech prohlásil za ctihodnou. Dne 26. března 1994 byl uznán první zázrak na její přímluvu, potřebný pro její blahořečení.
Blahořečena pak byla dne 29. října 1995 v bazilice sv. Petra papežem sv. Janem Pavlem II. Dne 6. července 2007 byl uznán druhý zázrak na její přímluvu, potřebný pro její svatořečení. Svatořečena pak byla dne 12. října 2008 na Svatopetrském náměstí papežem Benediktem XVI.
Její památka je připomínána 19. května. Bývá zobrazována v řeholním oděvu.

## Galerie

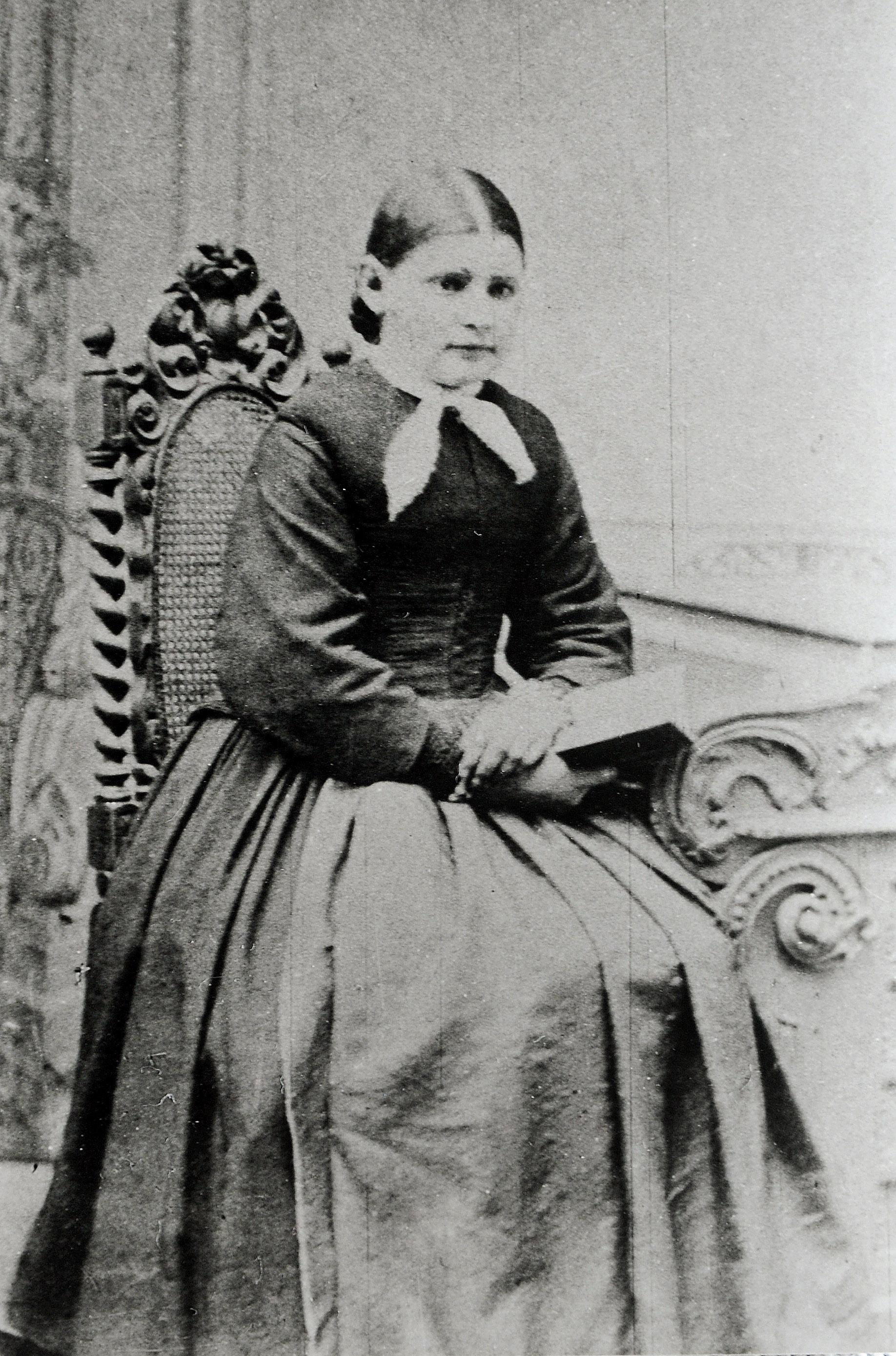
Fotografie
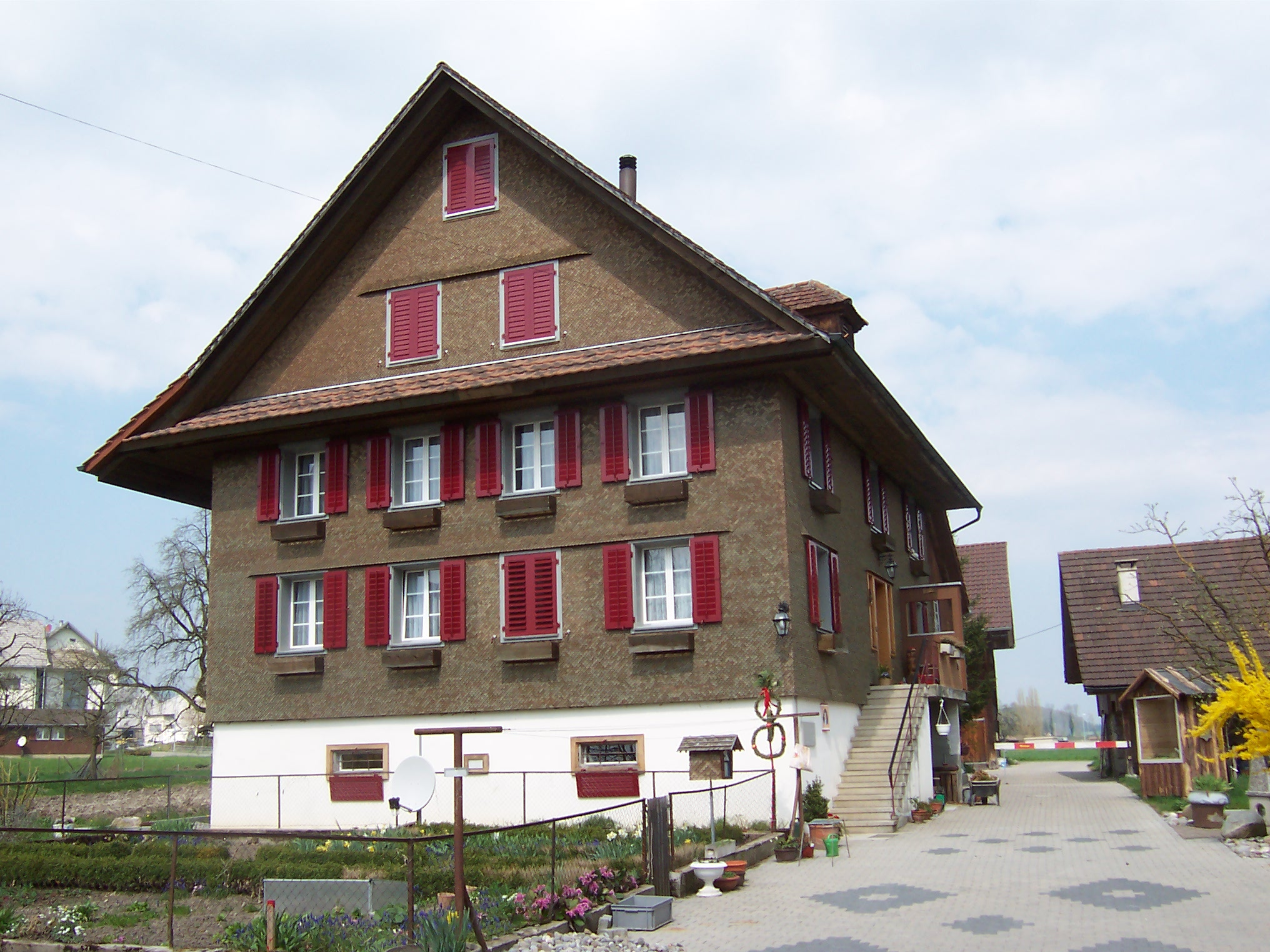
Její rodný dům v Auw
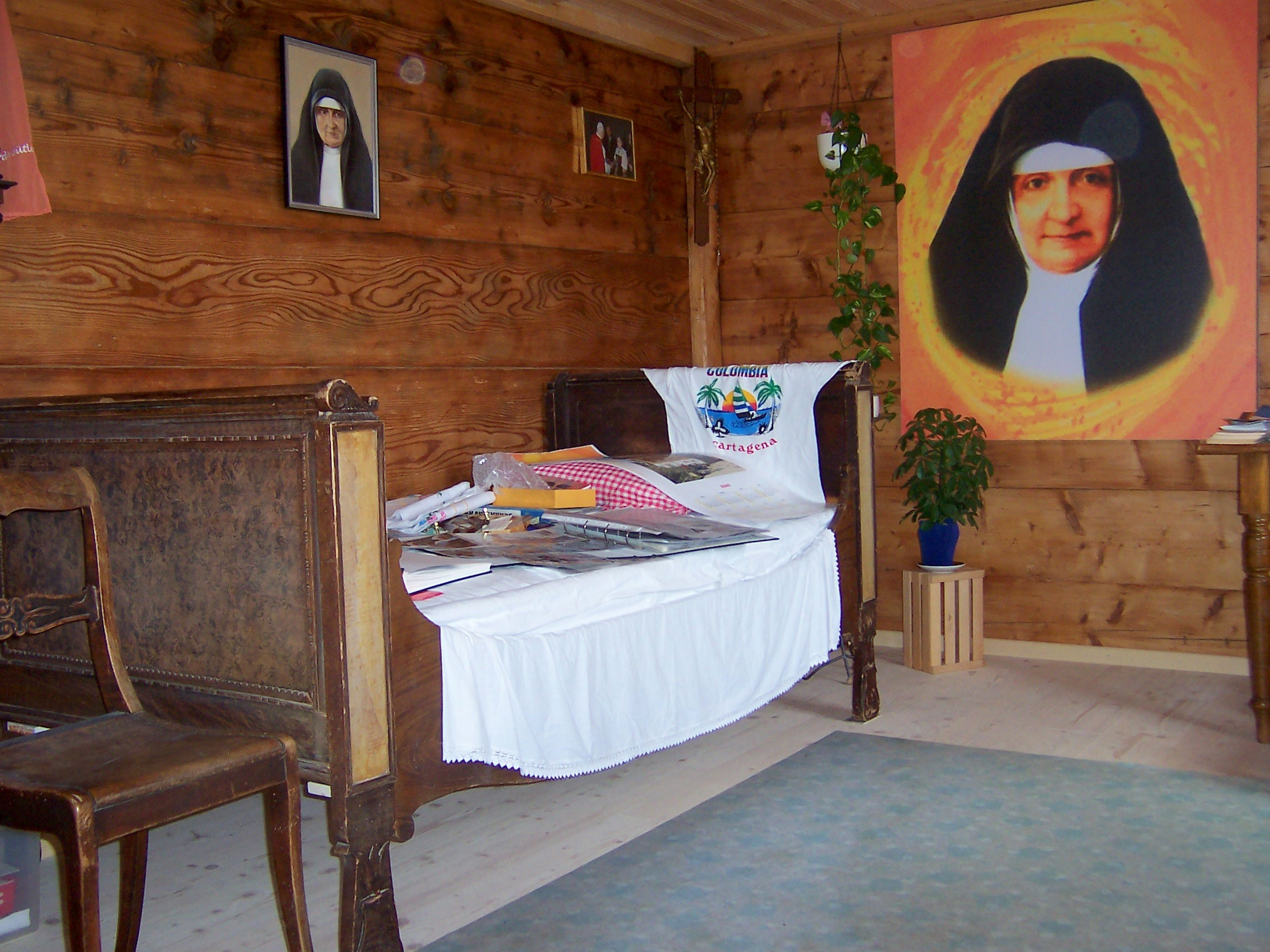
Pokoj v jejím rodném domě, ve kterém se narodila
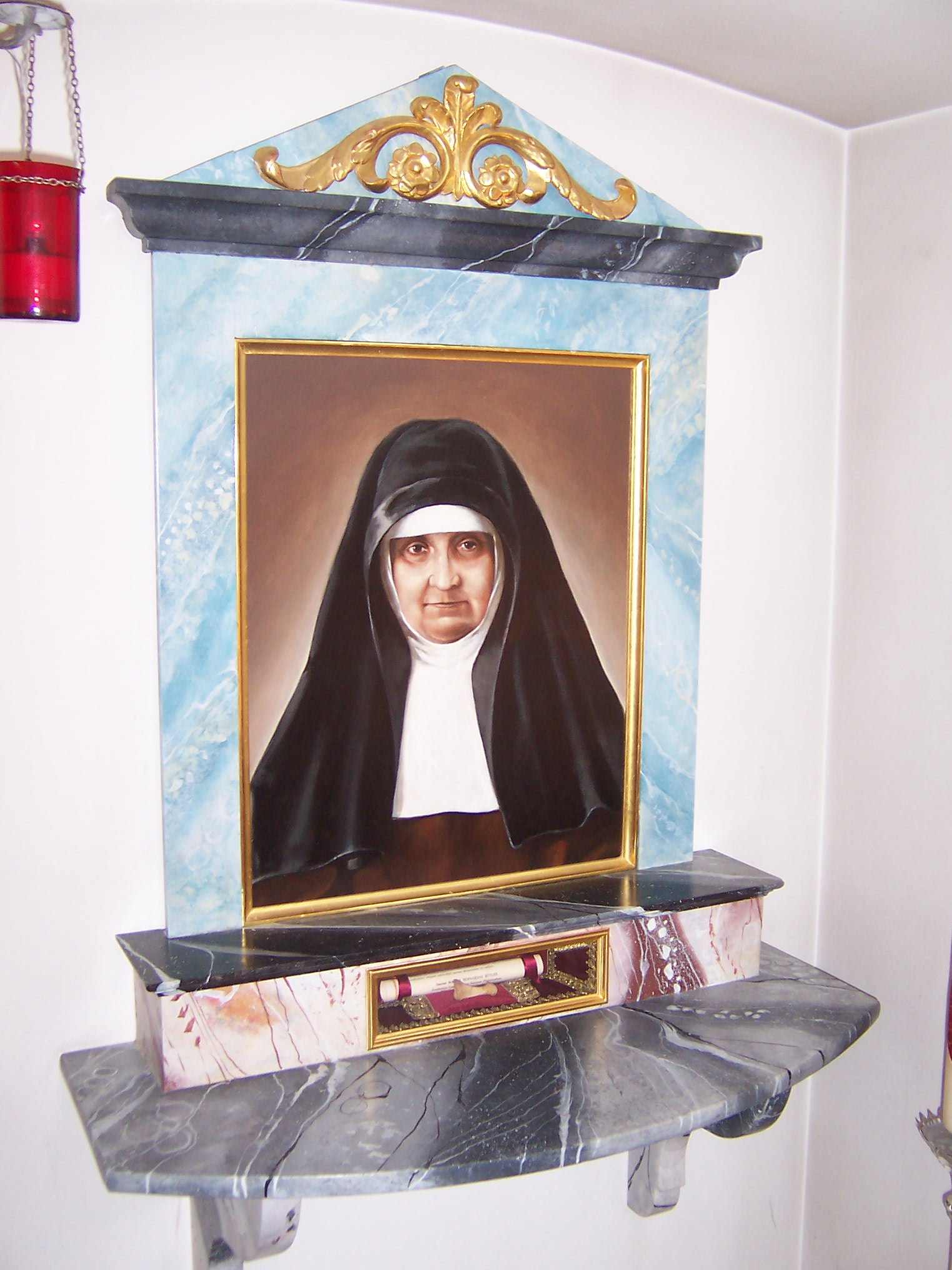
Její vyobrazení v kostele sv. Mikuláše v jejím rodném Auw
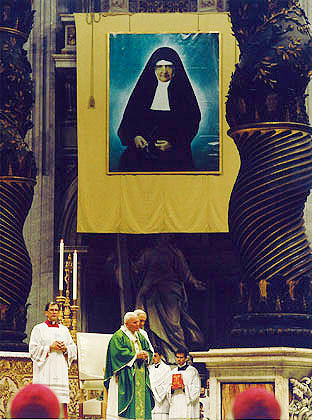
Její blahořečení v bazilice sv. Petra